# 芬蘭國家博物館
芬蘭國家博物館（芬蘭語：Kansallismuseo）是芬蘭的國家博物館，主要展覽芬蘭自石器時代至今的歷史。博物館建築為芬蘭民族浪漫風格，位於赫爾辛基市中心，由國家文物局管理。

## 下属博物馆
- 维特雷斯克（芬蘭語：Hvitträsk）
- 海梅城堡
- 洛希萨里庄园（芬蘭語：Louhisaaren kartano）
- 兰金科斯基皇家垂钓小屋
- 奧拉維城堡
- 伴侣岛露天博物馆
- 芬兰海洋博物馆（芬蘭語：Suomen merimuseo）
- 坦米涅米
- 监狱博物馆（芬蘭語：Vankila (museo)）

## 外部連結
- 芬兰国家博物馆官方网站 （页面存档备份，存于） （文） （英文） （瑞典文） （俄文）
- Emporis – The National Museum of Finland （页面存档备份，存于） （英文）